# Miroslav Menc
Miroslav Menc (ur. 16 marca 1971 w Varnsdorfie) – czeski lekkoatleta specjalizujący się głównie w pchnięciu kulą.
Jako junior osiągał dobre wyniki w rzucie dyskiem, w 1989 roku był 6. podczas mistrzostw Europy juniorów (w pchnięciu kulą zajął 9. miejsce), a w 1990 roku 7. na mistrzostwach świata juniorów (w pchnięciu kulą zajął 14. miejsce w eliminacjach i nie awansował do finału). Dwukrotny olimpijczyk. W 1996 roku odpadł w kwalifikacjach konkursu pchnięcia kulą i został sklasyfikowany na 21. pozycji. W 2000 zakwalifikował się do finału konkursu pchnięcie kulą, w którym zajął 10. miejsce. Dwukrotny uczestnik mistrzostw świata. W 1995 roku zajął 14. miejsce w kwalifikacjach i nie awansował do finału, a w 1997 roku był 17. w kwalifikacjach i ponownie odpadł z dalszej rywalizacji. Także dwukrotnie uczestniczył w halowych mistrzostwach świata. W 1997 roku zajął 9. miejsce w finale, a w 2001 był 6.. W 2000 roku zdobył brązowy medal w pchnięciu kulą podczas halowych mistrzostw Europy. W roku 1996 wygrał zawody I ligi pucharu Europy w lekkoatletyce. Sześciokrotny mistrz Czech w pchnięciu kulą. Trzykrotny halowy mistrz Czech w pchnięciu kulą.
W 1998 roku, podczas mityngu rozgrywanego w Atenach w organizmie Miroslava Menca wykryto zabroniony środek dopingujący – stanozolol, za co został zdyskwalifikowany na okres dwóch lat. W związku z tym został anulowany jego wynik (6. miejsce z rezultatem 20,17 m) osiągnięty podczas Halowych Mistrzostw Europy w Lekkoatletyce 1998. W 2001 roku Menc został ponownie przyłapany na stosowaniu dopingu. W jego organizmie wykryto 23-krotnie większą ilość nandrolonu od dopuszczalnej, za co został dożywotnio zdyskwalifikowany.

## Rekordy życiowe
- Pchnięcie kulą (stadion) – 20,64 m (2000)
- Pchnięcie kulą (hala) – 20,68 m (2001)
- Rzut dyskiem – 56,78 m (1997)